# Indianapolis Colts 2005
La stagione 2005 degli Indianapolis Colts è stata la 52ª della franchigia nella National Football League, la 22ª con sede a Indianapolis. I Colts conclusero con un record di 14 vittorie e 2 sconfitte, terminando al primo posto della AFC South e centrando l'accesso ai playoff per il quarto anno consecutivo. 
Al termine della stagione regolare, Indianapolis era data per favorita della vittoria del Super Bowl XL. I New England Patriots, che li avevano eliminati nei due anni precedenti, furono eliminati dai Denver Broncos e la sera successiva i Colts erano favoriti contro i Pittsburgh Steelers, avendoli battuti facilmente nel loro ultimo scontro qualche tempo addietro. La squadra perse invece per 21-18 con un errore cruciale del placekicker Mike Vanderjagt. Fu il terzo anno consecutivo che i Colts furono eliminati dai futuri vincitori del Super Bowl.

## Roster
| Roster degli Indianapolis Colts nel 2005 |
| --- |
| Quarterback - 18 Peyton Manning - 12 Jim Sorgi Running Back - 31 Kory Chapman - 32 Edgerrin James - 23 James Mungro FB - 33 Dominic Rhodes KR Wide Receiver - 88 Marvin Harrison - 85 Aaron Moorehead - 83 Brandon Stokley - 86 Troy Walters PR - 87 Reggie Wayne Tight End - 44 Dallas Clark - 81 Brian Fletcher - 80 Ben Hartsock - 47 Ben Utecht Offensive Linemen - 71 Ryan Diem T - 78 Tarik Glenn T - 57 Dylan Gandy G/C - 65 Ryan Lilja G - 63 Jeff Saturday C - 73 Jake Scott G - 69 Matt Ulrich G - 60 Kurt Vollers T Defensive Linemen - 79 Raheem Brock DE - 93 Dwight Freeney DE - 98 Robert Mathis DE - 90 Montae Reagor DT - 95 Darrell Reid DT - 97 Corey Simon DT - 91 Josh Thomas DE - 75 Larry Tripplett DT - 96 Josh Williams DT Linebacker - 58 Gary Brackett ILB - 51 Gilbert Gardner OLB - 55 Johnathan Goddard OLB - 59 Cato June OLB - 94 Rob Morris ILB - 53 Keith O'Neil OLB - 50 David Thornton OLB Defensive Back - 42 Jason David CB - 20 Mike Doss SS - 43 Matt Giordano SS - 25 Nick Harper CB - 26 Kelvin Hayden CB - 27 Von Hutchins CB - 28 Marlin Jackson CB - 36 Dexter Reid SS - 21 Bob Sanders FS - 38 Gerome Sapp FS Special Team - 6 José Cortéz K - 17 Hunter Smith P - 48 Justin Snow LS - 13 Mike Vanderjagt K Lista delle riserve - 5 Travis Brown QB (IR) - 72 Vincent Burns DT (IR) - 54 Rocky Calmus OLB (IR) - 60 Cody Campbell G/C (IR) - 76 Makoa Freitas OT (IR) - 74 Joaquin Gonzalez OT (IR) - 29 Joseph Jefferson CB (IR) - 95 Tyjuan Hagler OLB (PUP) - -- Javor Mills DE (NFLE-Inj.) - 84 Brad Pyatt WR (IR) - -- Stephen Scaldaferri K (NFLE-Inj.) - 99 Jonathan Welsh DE (IR) - 52 Keyon Whiteside OLB (PUP) Squadra di allenamento - 6 Tom Arth QB - 10 Roscoe Crosby WR - 9 Montiese Culton WR (Injured) - -- Eric Hill WR - -- Mike Johnson C - -- Bo Lacy OT - 49 Chris Laskowski LB - 36 Brandon Lynch S (Injured) - 16 Dave Rayner K - 11 John Standeford WR |
| Legenda - I rookie sono in corsivo. - Il primo ruolo è il principale mentre gli eventuali successivi indicano i ruoli secondari. - (IR) sta per Injured Reserve ed indica la lista ristretta per un solo giocatore infortunato che può tornare ad allenarsi dopo la settimana 6 e a rientrare in prima squadra dopo che questa ha giocato 8 partite. - (NF-Inj.) / (NF-Ill.) stanno rispettivamente per Non-Football Injured e Non-Football Illness ed indicano le liste dove viene inserito un giocatore che ha un infortunio o una malattia non dipendente dal football americano. - (PUP) sta per Physically Unable to Perform ed indica la lista dove viene inserito un giocatore mentre è in attesa di recuperare la condizione fisica. Nella stagione regolare dopo la sesta partita giocata dalla propria squadra, il giocatore ha tempo tre settimane per riprendere ad allenarsi, più tre settimane aggiuntive dal suo rientro agli allenamenti per rientrare in prima squadra. |

Fonte:

## Calendario
| Stagione regolare |                    |                         |                    |                    |                    |                    |
| Turno             | Data               | Risultato               | Risultato          | Record             | Stadio             | Sintesi            |
| 1                 | 11 settembre       | at Baltimore Ravens     | V 24–7             | 1–0                | M&T Bank Stadium   | Recap              |
| 2                 | 18 settembre       | Jacksonville Jaguars    | V 10–3             | 2–0                | RCA Dome           | Recap              |
| 3                 | 25 settembre       | Cleveland Browns        | V 13–6             | 3–0                | RCA Dome           | Recap              |
| 4                 | 2 ottobre          | at Tennessee Titans     | V 31–10            | 4–0                | The Coliseum       | Recap              |
| 5                 | 9 ottobre          | at San Francisco 49ers  | V 28–3             | 5–0                | Monster Park       | Recap              |
| 6                 | 17 ottobre         | St. Louis Rams          | V 45–28            | 6–0                | RCA Dome           | Recap              |
| 7                 | 23 ottobre         | at Houston Texans       | V 38–20            | 7–0                | Reliant Stadium    | Recap              |
| 8                 | Settimana di pausa | Settimana di pausa      | Settimana di pausa | Settimana di pausa | Settimana di pausa | Settimana di pausa |
| 9                 | 7 novembre         | at New England Patriots | V 40–21            | 8–0                | Gillette Stadium   | Recap              |
| 10                | 13 novembre        | Houston Texans          | V 31–17            | 9–0                | RCA Dome           | Recap              |
| 11                | 20 novembre        | at Cincinnati Bengals   | V 45–37            | 10–0               | Paul Brown Stadium | Recap              |
| 12                | 28 novembre        | Pittsburgh Steelers     | V 26–7             | 11–0               | RCA Dome           | Recap              |
| 13                | 4 dicembre         | Tennessee Titans        | V 35–3             | 12–0               | RCA Dome           | Recap              |
| 14                | 11 dicembre        | at Jacksonville Jaguars | V 26–18            | 13–0               | Alltel Stadium     | Recap              |
| 15                | 18 dicembre        | San Diego Chargers      | S 17–26            | 13–1               | RCA Dome           | Recap              |
| 16                | 24 dicembre        | at Seattle Seahawks     | S 13–28            | 13–2               | Qwest Field        | Recap              |
| 17                | 1º gennaio         | Arizona Cardinals       | V 17–13            | 14–2               | RCA Dome           | Recap              |

Nota: Gli avversari della propria division sono in grassetto.

### Playoff
| Playoff    |                                           |                                           |                                           |                                           |                                           |                                           |
| Turno      | Data                                      | Avversario (seed)                         | Risultato                                 | Record                                    | Stadio                                    | Sintesi                                   |
| Wild Card  | Qualificati direttamente al secondo turno | Qualificati direttamente al secondo turno | Qualificati direttamente al secondo turno | Qualificati direttamente al secondo turno | Qualificati direttamente al secondo turno | Qualificati direttamente al secondo turno |
| Divisional | 15 gennaio 2006                           | Pittsburgh Steelers (6)                   | S 18–21                                   | 0–1                                       | RCA Dome                                  | Recap                                     |

## Classifiche
| AFC South                |    |    |   |      |     |      |     |     |     |
|                          | V  | S  | P | %    | DIV | CONF | PF  | PS  | STR |
| (1) Indianapolis Colts   | 14 | 2  | 0 | .875 | 6–0 | 11–1 | 439 | 247 | V1  |
| (5) Jacksonville Jaguars | 12 | 4  | 0 | .750 | 4–2 | 9–3  | 361 | 269 | V3  |
| Tennessee Titans         | 4  | 12 | 0 | .250 | 2–4 | 3–9  | 299 | 421 | S3  |
| Houston Texans           | 2  | 14 | 0 | .125 | 0–6 | 1–11 | 260 | 431 | S2  |